# Skar

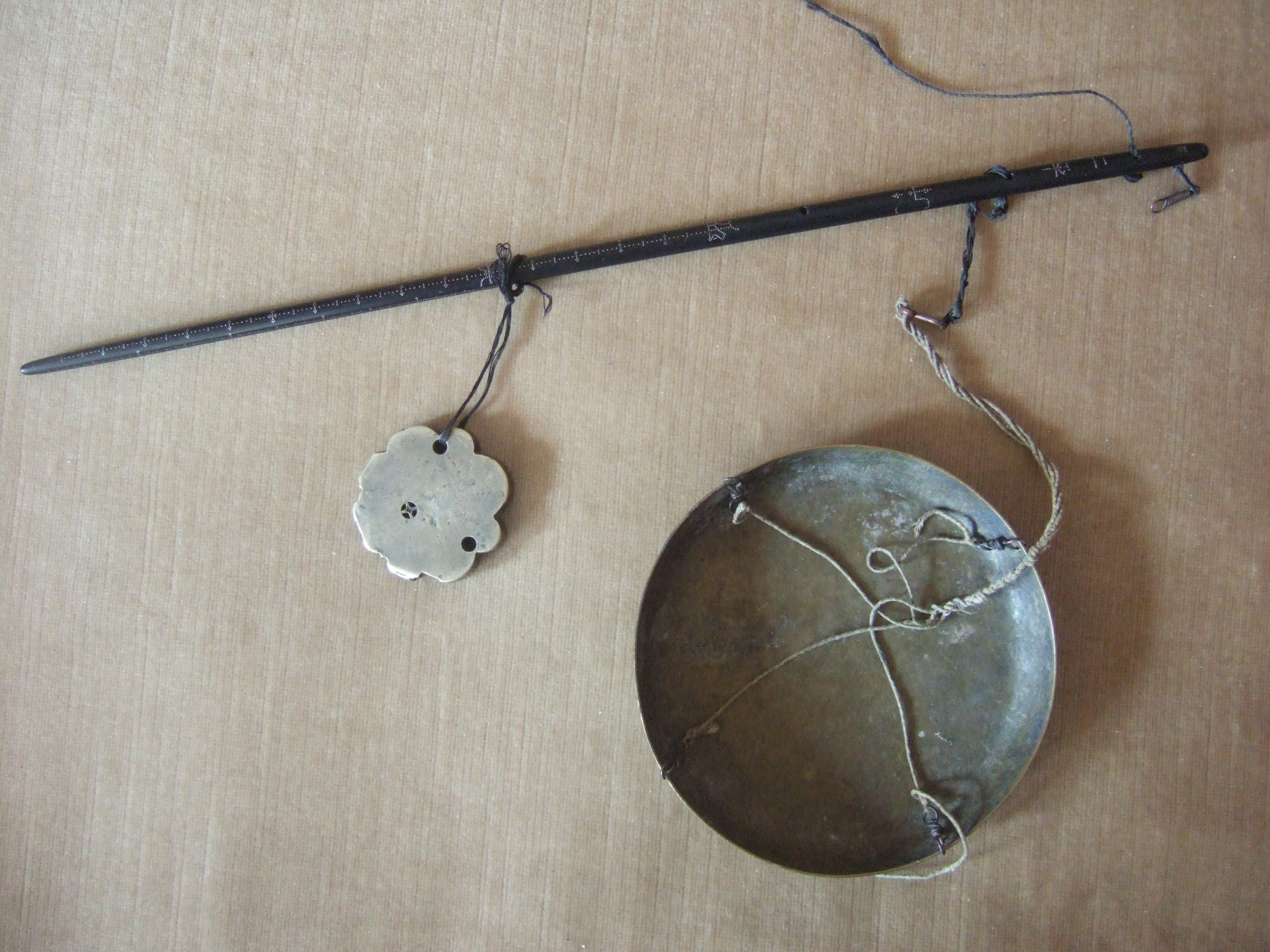
Weegschaal (begin 20e eeuw) voor het wegen van zilver, rode koraal of andere waardevolle substanties zoals muskus of turkoois. De hefboom is gemaakt van hardhout, het gewicht en de pan van brons

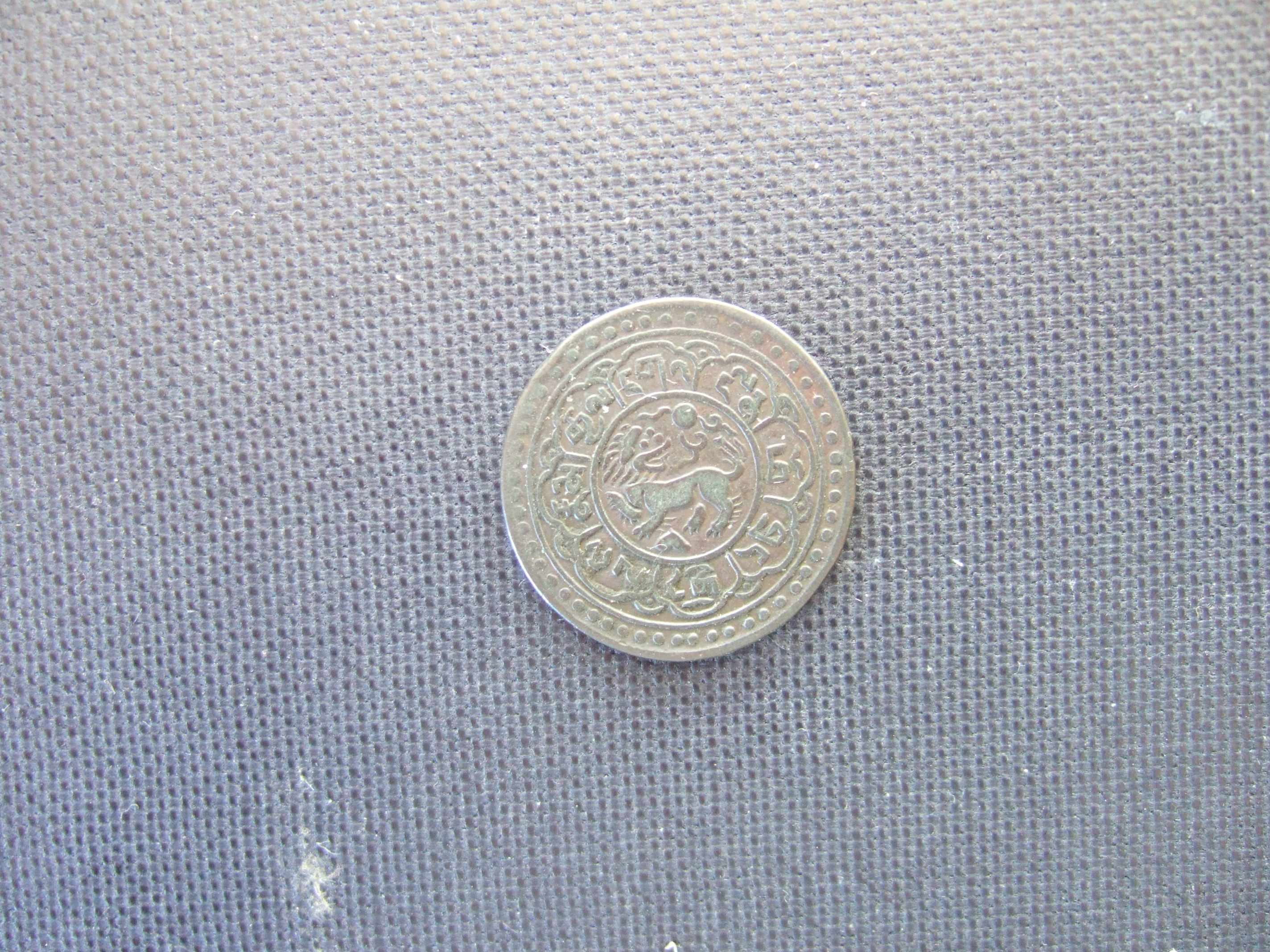
Koperen 2½ skar, gedateerd 15-48 (=1914), voorkant

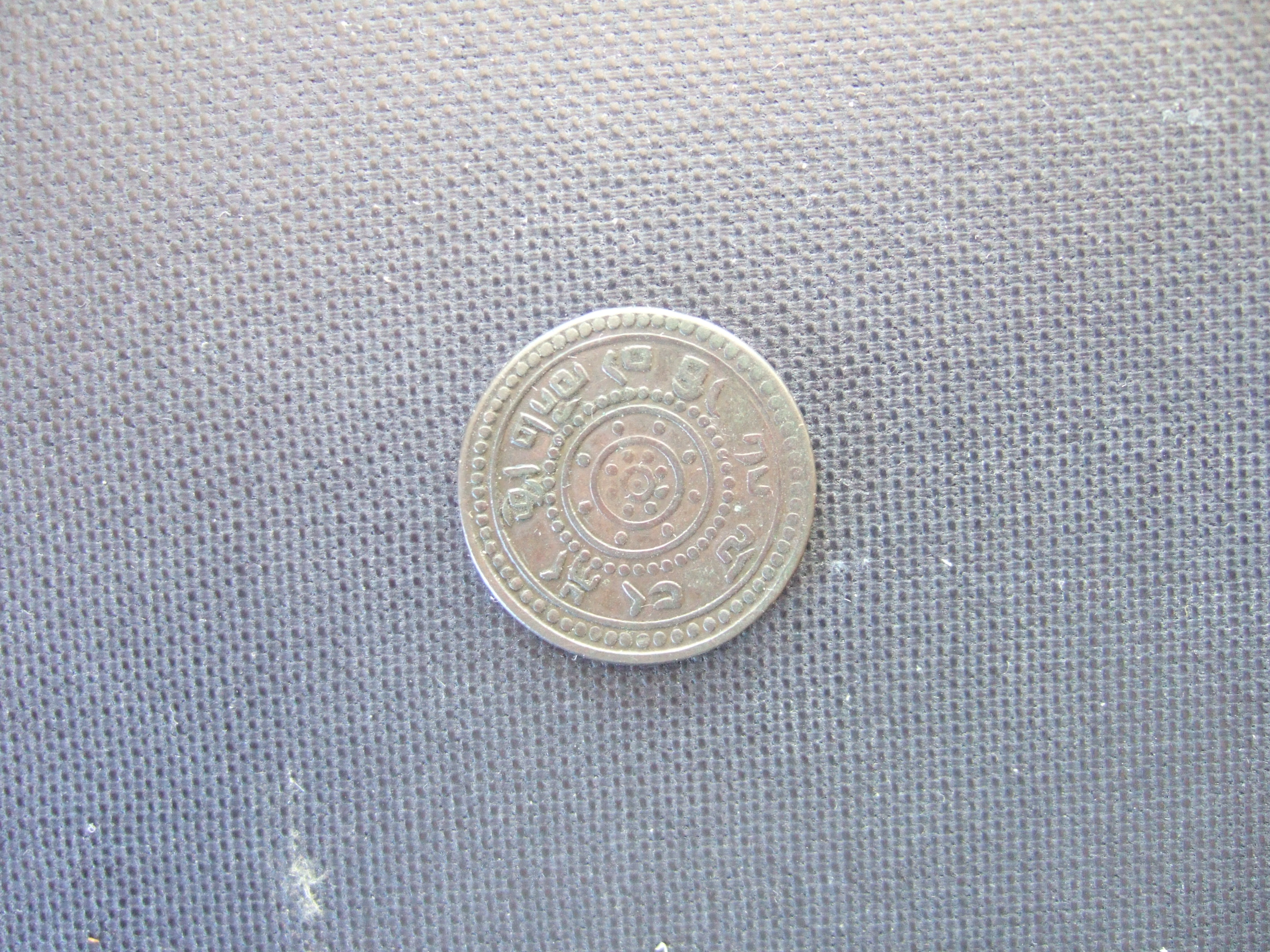
Koperen 2½ skar, gedateerd 15-48 (=1914), achterkant

De skar was een Tibetaanse weegeenheid die één honderdste deel van één srang voorstelde of één tiende deel van één sho (ongeveer 0,37 gram).
De term werd ook gebruikt als verwijzing naar geldeenheden in de eerste helft van de 20e eeuw, toen kopermunten werden geïntroduceerd met de denominatie ½. 1,2½, 5 en 7½ skar. Eén eenheid wordt in het Tibetaans aangeduid met skar gang.
De oorspronkelijke betekenis van de term is ster en verwees naar de sterretjes die op de horizontale hefboom stonden van Tibetaanse en Chinese weegschalen. De beweging van het koord van de ene naar de andere ster vertegenwoordigde het gewicht van één skar.